# 카일 하트
카일 패트릭 하트(Kyle Patrick Hart, 1992년 11월 23일 ~ )는 미국의 야구 선수이자, 메이저 리그 샌디에이고 파드리스의 투수이다.

## 미국 프로야구 시절

### 보스턴 레드삭스 시절
보스턴 레드삭스는 2016년 메이저리그 드래프트 전체 568순위로 19라운드에서 하트를 지명했다. 2017년에는 마이너리그에 주로 출장했고 걸프코스트리그의 레드삭스, 그린빌 드라이브, 살렘 레드삭스에서 뛰면서 22경기(19 선발) 117이닝 6승 5패 평균자책점 2.15 탈삼진 109개를 기록했다. 2018년에는 더블A의 포틀랜드 시 도그스에서 24경기 출전해 138 2/3이닝 7승 9패 평균자책점 3.57 탈삼진 100개를 기록했다.
2019년에도 포틀랜드 시 도그스에서 시즌을 시작했다. 5월 말 트리플 A의 포터킷 레드삭스로 승격됐다. 2019년 시즌에는 77경기(71선발) 156이닝 12승 13패 140탈삼진 평균자책점 3.52를 기록했다. 시즌 종료 후, 보스턴 레드삭스의 40인 로스터에 포함됐다.

### 시애틀 매리너스 시절
2023년 6월 3일, 하트는 시애틀 매리너스와 마이너 리그 계약을 체결했다.

## 한국 프로야구 시절

### NC 다이노스시절
2024년에 총액 90만 달러 (계약금 20만 달러, 연봉 50만 달러, 인센티브 20만 달러)에 NC 다이노스와 계약했다.

#### 2024년 시즌
3월 23일 열린 두산 베어스와의 시즌 개막전에 선발투수로 등판했다. 7이닝 5피안타 2실점으로 승패를 기록하진 않았다.
7월 5경기 출장해 33이닝 16피안타 39탈삼진 2실점(2자책)을 기록하며 3승을 기록했다. 구단 7월 투수 MVP로 선정됐다.
KBO리그 역대 최초 투수 4관왕에 도전했으나, 9월 25일 SSG 랜더스와의 경기에서 6이닝 6실점 10탈삼진을 기록하면서 4관왕에는 실패했다.
26경기 출장해 157이닝 13승 3패 182탈삼진 38볼넷 평균자책점 2.69를 기록했다. 2024년 KBO리그 다승 3위, 탈삼진 1위, 평균자책점 2위를 기록했다. NC 다이노스의 1선발 투수로 활약했다.
시즌 종료 후 최동원상 수상자로 선정됐다.

## 통산 기록
| 연도 | 팀명  | 평균자책점 | 경기 | 완투 | 완봉 | 승 | 패 | 세 | 홀 | 승률  | 타자 | 이닝 | 피안타 | 피홈런 | 볼넷 | 사구 | 탈삼진 | 실점 | 자책점 |
| ---- | ----- | ---------- | ---- | ---- | ---- | -- | -- | -- | -- | ----- | ---- | ---- | ------ | ------ | ---- | ---- | ------ | ---- | ------ |
| 2024 | NC    | 2.69       | 26   | 0    | 0    | 13 | 3  | 0  | 0  | 0.813 | 631  | 157  | 124    | 11     | 38   | 11   | 182    | 51   | 47     |
| 통산 | 1시즌 | 2.69       | 26   | 0    | 0    | 13 | 3  | 0  | 0  | 0.813 | 631  | 157  | 124    | 11     | 38   | 11   | 182    | 51   | 47     |

## 수상
- 2024년 KBO 탈삼진상 (182개)
- 2024년 최동원상

## 여담
- 등판하는 날 마다 벤치에서 수첩에 메모를 하는 습관이 화제가 됐다. “최근 생긴 습관이다. 공부해야 살아남을 수 있다는 생각이 들어 쉬는 시간에 틈틈이 수첩에 메모를 한다”면서 “내 투구를 복기하고, 상대 타자의 반응도 적어 넣는다. 아직 KBO리그 타자들의 정보가 많지 않아서 가능하면 꼼꼼하게 적으려고 노력한다”고 설명했다.[5]